# László Weiner
László Weiner (Szombathely, 9 aprile 1916 – Lukov, 25 luglio 1944) è stato un compositore, pianista e direttore d'orchestra ungherese vittima dell'Olocausto.

## Biografia
Weiner studiò pianoforte e direzione d'orchestra all'Accademia musicale di Budapest e fu allievo di composizione di Zoltán Kodály dal 1934 al 1940. Si sposò nel 1942 con la cantante Vera Rózsa.
Nel febbraio 1943 venne deportato dai nazisti nel campo di lavoro forzato di Lukov, in Slovacchia, dove in seguito fu assassinato. Kodály intervenne inutilmente per salvare Weiner e il collega Jenő Deutsch con una lettera indirizzata ai responsabili del campo.
Grazie agli sforzi del violista Pál Lukács, molte delle composizioni di Weiner furono pubblicate da Editio Musica Budapest negli anni '50 e '60.

## Opere (parziale)
Orchestrali
- Concerto per flauto, viola, pianoforte e orchestra d'archi (1941?)
- Overture (pubblicato nel 1995)

Musica da camera
- 1938: Serenata "Vonosharmas Szerenad" per violino, viola e violoncello
- Duo per violino e viola (1939, pubblicato nel 1950 e ristampato nel 2010)
- Sonata per viola e pianoforte (1939?)
- Due movimenti per clarinetto e pianoforte

Musica vocale
- Three Canti (pubblicato nel 1994)

Parte del catalogo di Laszlo Weiner è consultabile presso la Biblioteca della Scuola di Musica di Fiesole

## Discografia
- Weiner: Chamber Music with Viola, Hungaroton HCD 32607
- In Memoriam: Hungarian Composers, Victims of the Holocaust, Hungaroton HCD32597